# گینه استوایی در المپیک تابستانی ۲۰۲۴
کاروان المپیکی گینه استوایی، یکی از کاروان‌های شرکت‌کننده در بازی‌های المپیک تابستانی ۲۰۲۴ بود. این دوره از بازی‌ها از ۲۶ ژوئیه تا ۱۱ اوت ۲۰۲۴ (۵ تا ۲۱ امرداد ۱۴۰۳ خورشیدی) به میزبانی پاریس، پایتخت فرانسه برگزار شد. این حضور، یازدهمین حضور کاروان گینه استوایی در المپیک بود. گینه تاکنون موفق به کسب مدال نشده است. ورزشکاران این کاروان تا پیش از المپیک  ۱۹۷۲، بخشی از کاروان اسپانیا را تشکیل می‌دادند.

## شرکت‌کنندگان
فهرست زیر به ورزشکاران این کاروان اشاره دارد.
| ورزش        | مردان | زنان | مجموع |
| ----------- | ----- | ---- | ----- |
| دو و میدانی | ۱     | ۱    | ۲     |
| شنا         | ۱     | ۰    | ۱     |
| مجموع       | ۲     | ۱    | ۳     |